# Calafate-da-patagônia
O Calafate-da-patagônia (Berberis ruscifolia) é um arbusto da família das berberidáceas que pode chegar a medir até dois metros de altura. É nativo do sul da Argentina e do Chile. Tal arbusto possui folhas quase lanceoladas, com um espinho no ápice, flores amareladas em racemos e pequenas bagas pretas comestíveis, embora insípidas ou levemente amargas.